# Ventalló
Ventalló es un municipio y localidad española de la provincia de Gerona, en la comunidad autónoma de Cataluña. El término municipal, ubicado en la comarca del Alto Ampurdán, tiene una población de 891 habitantes (INE 2024).

## Geografía
Su término limita con el río Fluviá y el término de Torroella de Fluviá y San Miguel de Fluviá al norte, con San Mori y Vilopriu al oeste, Garrigolas y Viladamat al sur, y La Armentera al este. El terreno es plano y se extiende hasta las marismas del Ampurdán.

## Entidades de población

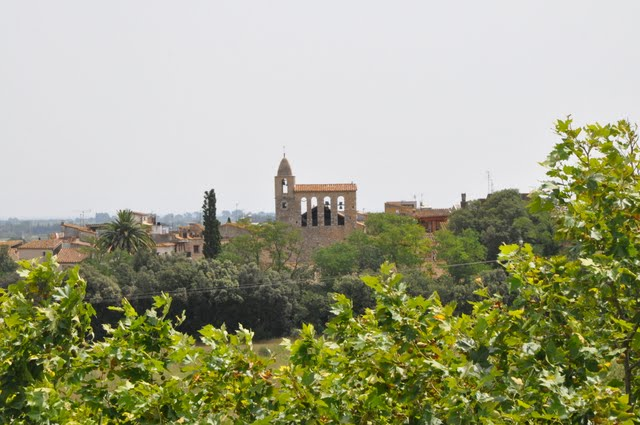
Ventalló

- Ventalló
- Saldet
- L'Arbre Sec
- Els Masos
- Montiró
- Pelacalç
- Valveralla
- Vila-robau
- Mas Gros

## Demografía
Ventalló cuenta con una población de 891 habitantes (INE 2024).
| Gráfica de evolución demográfica de Ventalló entre 1842 y 2021 |
| |
| Población de derecho según los censos de población del INE Población de hecho según los censos de población del INEEntre el censo de 1857 y el anterior, crece el término del municipio porque incorpora a Montiro, Saldet, Valveralla y Vilarrobau |

| 1497 | 1515 | 1553 | 1717 | 1787 | 1857 | 1877 | 1887 | 1900 |
| ---- | ---- | ---- | ---- | ---- | ---- | ---- | ---- | ---- |
| 60   | —    | 65   | 288  | 780  | 1114 | 1052 | 982  | 878  |

| 1910 | 1920 | 1930 | 1940 | 1950 | 1960 | 1970 | 1981 | 1990 |
| ---- | ---- | ---- | ---- | ---- | ---- | ---- | ---- | ---- |
| 884  | 878  | 836  | 802  | 833  | 739  | 611  | 510  | 547  |

| 1992 | 1994 | 1996 | 1998 | 2000 | 2002 | 2004 | 2006 | — |
| ---- | ---- | ---- | ---- | ---- | ---- | ---- | ---- | - |
| 521  | 557  | 547  | 571  | 608  | 663  | 669  | 698  | — |

## Economía
Su agricultura tradicional como el cultivo del arroz, viña y olivos se ha ido substituyendo por los árboles frutales y las hortalizas, así como la ganadería. También tiene industria de materiales para la construcción.

## Historia
En los últimos años el pueblo ha estado restaurando sus antiguas edificaciones de los siglos XVI al XVIII, como la Casa del Delme de los siglos XVI-XVII, Can Sastregener del siglo XVI y la masia Perramon, fortificada del siglo XVII.

## Administración
| Periodo   | Nombre                   | Partido                |
| --------- | ------------------------ | ---------------------- |
| 1979-1983 | Pere Clotas Batlle       | CiU                    |
| 1983-1987 | Pere Clotas Batlle       | CiU                    |
| 1987-1991 | Francesc Palomera Auquer | CiU                    |
| 1991-1995 | Francesc Palomera Auquer | CiU                    |
| 1995-1999 | Francesc Palomera Auquer | CiU                    |
| 1999-2003 | Francesc Palomera Auquer | CiU                    |
| 2003-2007 | Francesc Palomera Auquer | CiU                    |
| 2007-2011 | Narcís Gasull Colomer    | Progrés Municipal (PM) |
| 2011-2015 | Joan Albert i Teixidor   | CiU                    |
| 2015-2019 | Joan Albert i Teixidor   | CiU                    |
| 2023-act. | Remei Costa Reig         | Junts per Catalunya    |

## Lugares de interés
- Iglesia parroquial de San Miguel de Ventalló. Gótica.
- Iglesia parroquial de Sant Sadurní de Montiró. Conserva el ábside románico del siglo XII.
- Iglesia de Santa María de l'Om. En su origen románica en el pueblo de Pelacalç.
- Iglesia parroquial de Santa Eugenia. Románica. En el pueblo de Saldet.
- Yacimiento ibérico en Valveralla.
- Iglesia prerománica del siglo X en Vila-robau.